# Adam Duritz

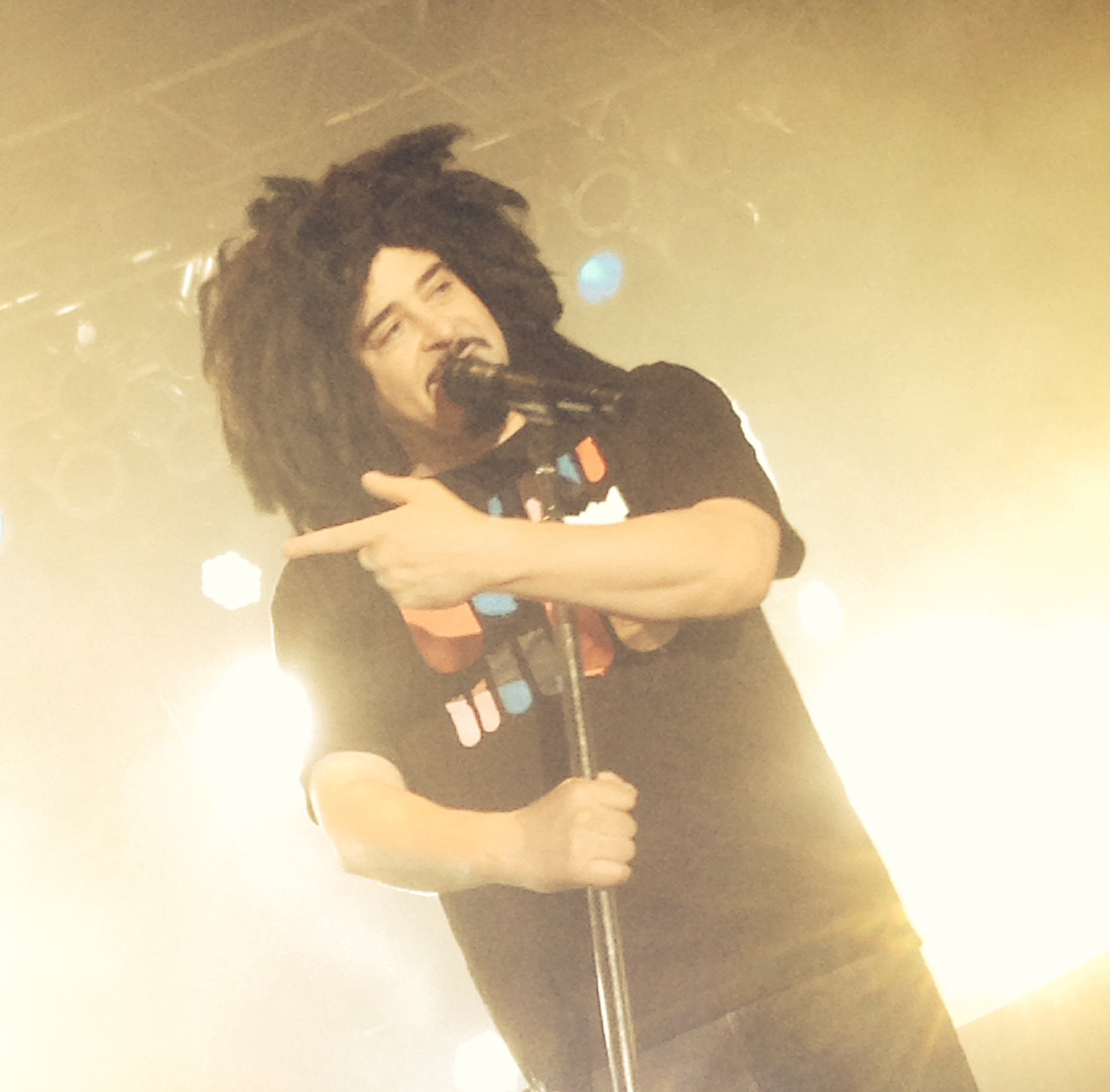
Adam Duritz (2014)

Adam Duritz (* 1. August 1964 in Baltimore, Maryland) ist der Sänger der US-amerikanischen Musikgruppe Counting Crows.

## Leben
Duritz' Eltern Gilbert und Linda waren Ärzte. Er hat eine jüngere Schwester, Nicole. Duritz wuchs auf in Baltimore, Maryland; Watertown (Connecticut), wo er die renommierte Taft School besuchte, und in El Paso, Texas. Seinen Abschluss machte Duritz an der Head-Royce School in Oakland. Duritz studierte an der University of California, Berkeley, brach das Studium jedoch kurz vor Abschluss ab.

## Werk
Duritz, der auch die Songs der Band schreibt, verarbeitet in den Songtexten eigene Erfahrungen. Er beschreibt sich in „1492“ selbst als „Russian Jew American“.
„Maria“, eine Figur, die in sehr vielen der Songs vorkommt, bezeichnet er selbst als sein Alter Ego, als seine „weibliche Seite“. Das erste und erfolgreichste Album der Band mit dem Titel August and everything after wurde 1993 veröffentlicht und enthält u. a. die weltbekannten Songs Round here, Mr. Jones, Anna begins und Perfect blue buildings. Zudem wurde das Album siebenfach mit Platin ausgezeichnet und vom Rolling Stone Magazin als eines der besten Rock-Alben aus dem Jahr 1993 bezeichnet sowie auf Rang 67 der besten Alben der 1990er Jahre gelistet. Es folgten Alben wie Recovering the Satellites, This Desert Life, Hard Candy, Saturday nights, sunday mornings, Underwater Sunshine (Or What We Did On Our Summer Vacation) sowie im September 2014 Somewhere Under Wonderland.
Die Lieder, die Duritz schreibt, sind meist von einer melancholischen Stimmung geprägt, deren Genre im Bereich des Folk-Rock anzusiedeln sind, jedoch schrieb Duritz auch Songs, die Rock und Pop miteinander verbinden, wie beispielsweise American Girls.
Die Counting Crows erlangten vor allem in den Vereinigten Staaten große Berühmtheit, wo sie auch schon als Vorband von Bob Dylan spielten.